# Шлезен
Шлезен (нем. Schleesen) — община в Германии, в земле Саксония-Анхальт. 
Входит в состав района Виттенберг. Подчиняется управлению Кемберг.  Население составляет 536 человек (на 31 декабря 2006 года). Занимает площадь 23,67 км².
Община подразделяется на 2 сельских округа.